# Wilhelm Weitling
Wilhelm Christian Weitling (ur. 5 października 1808 w Magdeburgu, zm. 24 stycznia 1871 w Nowym Jorku) − niemiecki socjalista utopijny, rewolucjonista, z zawodu krawiec. Kierownik i ideolog Związku Sprawiedliwych, w swoich pracach łączył komunizm z apokaliptycznym chrześcijaństwem w duchu pierwszych chrześcijan.

## Życiorys
Był nieślubnym synem robotnicy Christiane Weitling i francuskiego oficera Guilliaume Terigeona, który zmarł w czasie francuskiej inwazji na Rosję w 1812. W młodości pracował jako handlowiec i komiwojażer. W latach 30. przeniósł się do Paryża, gdzie zapoznał się z pismami socjalistów utopijnych, takich jak Charles Fourier, Robert Owen i Étienne Cabet.
Po nieudanym powstaniu blankistów próbował osiąść w Zurychu. Wydał tam Gwarancje harmonii i wolności, uznawane za pierwszą niemiecką książkę komunistyczną. Po publikacji Das Evangelium eines armen Sünders, gdzie sportretował Jezusa jako rewolucjonistę i dziecko Maryi z nieprawego łoża, w 1845 został uwięziony za bluźnierstwo, a następnie deportowany do Prus. Wyemigrował do Stanów Zjednoczonych, skąd powrócił do Niemiec na krótko w czasie rewolucji marcowej. W Ameryce założył utopijną osadę Communia w Iowa i wydawał pismo „Die Republik der Arbeiter”, a pod koniec życia poświęcił się wynalazczości i udoskonalaniu maszyn do szycia.

## Dzieła
- Die Menschheit. Wie Sie ist und wie sie sein sollte. 1838/39 niemiecki oryginał
- Garantien der Harmonie und Freiheit. 1842 niemiecki oryginał
- Das Evangelium eines armen Sünders 1845 czwarte wydanie online
- Ein Nothruf an die Männer der Arbeit und der Sorge, Brief an die Landsleute. 1847
- Der bewegende Urstoff in seinen Kosmo-electro-magnetischen Wirkungen ein Bild des Weltalls. Den Akademien der Wissenschaften hochachtungsvoll zur Prüfung vorgelegt. New York 1856
- Gerechtigkeit. Ein Studium in 500 Tagen; Bilder der Wirklichkeit und Betrachtungen des Gefangenen. Erstausgabe von Ernst Barnikol. Mühlau, Kiel 1929 (Christentum und Sozialismus  2)
- Theorie des Weltsystems. Mühlau, Kiel 1931 (Christentum und Sozialismus  4)
- Klassifikation des Universums. Eine frühsozialistische Weltanschauung ; nebst Anhang: Weitlings „Adreßbuch“ und Hamburger Versammlungsreden 1848-49 Mühlau, Kiel 1931 (Christentum und Sozialismus  3)
- Der bewegende Urstoff. In seinen kosmo-elektro-magnetischen Wirkungen Hrsg. von Ernst Barnikol.  Mühlau, Kiel 1931 (Christentum und Sozialismus  5)
- Grundzüge einer allgemeinen Denk- und Sprachlehre. Hrsg. und eingeleitet von Lothar Knatz. Lang, Frankfurt am Main 1991, ISBN 3-8204-8421-3.

## Prace w języku polskim
- Gwarancje harmonii i wolności, Książka i Wiedza, Warszawa 1968